# Champagnat (Saona i Loira)
Champagnat és un municipi francès, situat al departament de Saona i Loira i a la regió de Borgonya - Franc Comtat. L'any 2007 tenia 506 habitants.

## Demografia

### Població
El 2007 la població de fet de Champagnat era de 506 persones. Hi havia 199 famílies, de les quals 45 eren unipersonals (16 homes vivint sols i 29 dones vivint soles), 73 parelles sense fills, 69 parelles amb fills i 12 famílies monoparentals amb fills.
La població ha evolucionat segons el següent gràfic:
Habitants censats

### Habitatges
El 2007 hi havia 248 habitatges, 208 eren l'habitatge principal de la família, 32 eren segones residències i 7 estaven desocupats. Tots els 247 habitatges eren cases. Dels 208 habitatges principals, 165 estaven ocupats pels seus propietaris, 38 estaven llogats i ocupats pels llogaters i 5 estaven cedits a títol gratuït; 5 tenien dues cambres, 38 en tenien tres, 57 en tenien quatre i 108 en tenien cinc o més. 191 habitatges disposaven pel capbaix d'una plaça de pàrquing. A 68 habitatges hi havia un automòbil i a 127 n'hi havia dos o més.

### Piràmide de població
La piràmide de població per edats i sexe el 2009 era:
| Homes | Edats   | Dones |
| ----- | ------- | ----- |
| 0     | 95 o +  | 0     |
| 0     | 90 a 94 | 0     |
| 0     | 85 a 89 | 0     |
| 0     | 80 a 84 | 4     |
| 0     | 75 a 79 | 4     |
| 16    | 70 a 74 | 8     |
| 20    | 65 a 69 | 16    |
| 20    | 60 a 64 | 24    |
| 12    | 55 a 59 | 16    |
| 12    | 50 a 54 | 12    |
| 36    | 45 a 49 | 20    |
| 20    | 40 a 44 | 24    |
| 16    | 35 a 39 | 16    |
| 8     | 30 a 34 | 12    |
| 24    | 25 a 29 | 16    |
| 28    | 20 a 24 | 16    |
| 24    | 15 a 19 | 28    |
| 8     | 10 a 14 | 4     |
| 16    | 5 a 9   | 8     |
| 4     | 0 a 4   | 16    |

## Economia
El 2007 la població en edat de treballar era de 317 persones, 238 eren actives i 79 eren inactives. De les 238 persones actives 225 estaven ocupades (128 homes i 97 dones) i 13 estaven aturades (4 homes i 9 dones). De les 79 persones inactives 38 estaven jubilades, 13 estaven estudiant i 28 estaven classificades com a «altres inactius».

### Ingressos
El 2009 a Champagnat hi havia 207 unitats fiscals que integraven 492,5 persones, la mediana anual d'ingressos fiscals per persona era de 17.082 €.

### Activitats econòmiques
Dels 12 establiments que hi havia el 2007, 2 eren d'empreses de fabricació d'altres productes industrials, 5 d'empreses de construcció, 1 d'una empresa de comerç i reparació d'automòbils, 1 d'una empresa de transport, 2 d'empreses d'hostatgeria i restauració i 1 d'una entitat de l'administració pública.
Dels 5 establiments de servei als particulars que hi havia el 2009, 1 era un paleta, 1 guixaire pintor, 1 fusteria, 1 electricista i 1 restaurant.
L'any 2000 a Champagnat hi havia 20 explotacions agrícoles que ocupaven un total de 336 hectàrees.

## Equipaments sanitaris i escolars
L'únic equipament sanitari que hi havia el 2009 era una ambulància.
El 2009 hi havia 1 escola maternal i 1 escola elemental.

## Poblacions més properes
El següent diagrama mostra les poblacions més properes.